# Zürcher Kantonalbank
Zürcher Kantonalbank (ZKB) er en schweizisk kantonalbank, der er baseret i Kanton Zürich. De har 5.180 ansatte.
Banken blev etableret i 1870 på initiativ af Johann Jakob Keller (1823–1903).